# 保良局田家炳小學

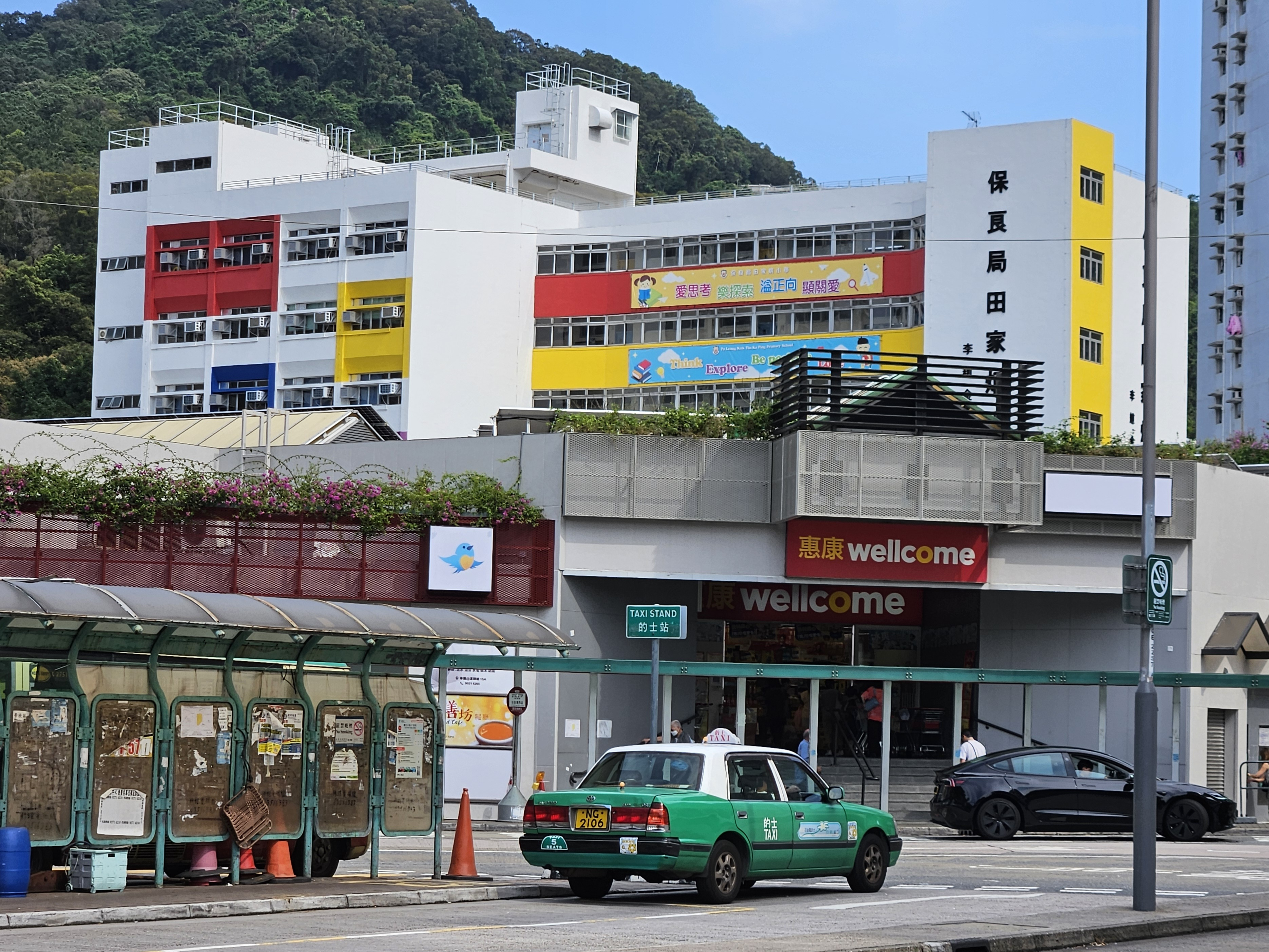
保良局田家炳小學北面

保良局田家炳小學（英語：Po Leung Kuk Tin Ka Ping Primary School）是一所保良局屬下的政府津貼小學，位於大埔運頭塘邨一期，前身為1967年創校的保良局總理聯誼會丁未小學，於1991年遷入現址。

## 歷史
保良局田家炳小學前身為「保良局總理聯誼會丁未小學」，於1967年在觀塘秀茂坪（三）邨鄰近第36座的校舍開辦，並於翌年增設下午校，至1969年上午校首批學生畢業。於1983年，由於觀塘區小學學童人數減少，丁未小學停辦下午校，僅餘上午校繼續辦學，其後於1985年改以「上午上課、下午活動/功課輔導」形式，事實上首次實行全日制。
由於秀茂坪邨有不少樓宇涉及偷工減料，需按整體重建計劃拆卸，當中舊校舍連同鄰近的樓宇需於1991年永久封閉。因此，丁未小學獲分配一所位於大埔運頭塘邨的校舍重置。由於遷校費用由工業家田家炳兒子、時任保良局總理田文先資助，故丁未小學更名為「田家炳小學」，並於同年由秀茂坪遷入大埔及恢復為半日制。然而，由於是次採用「留師不留生」方式遷校，故未畢業學生需轉學至同邨未拆卸學校。翌年，此校復設下午校。

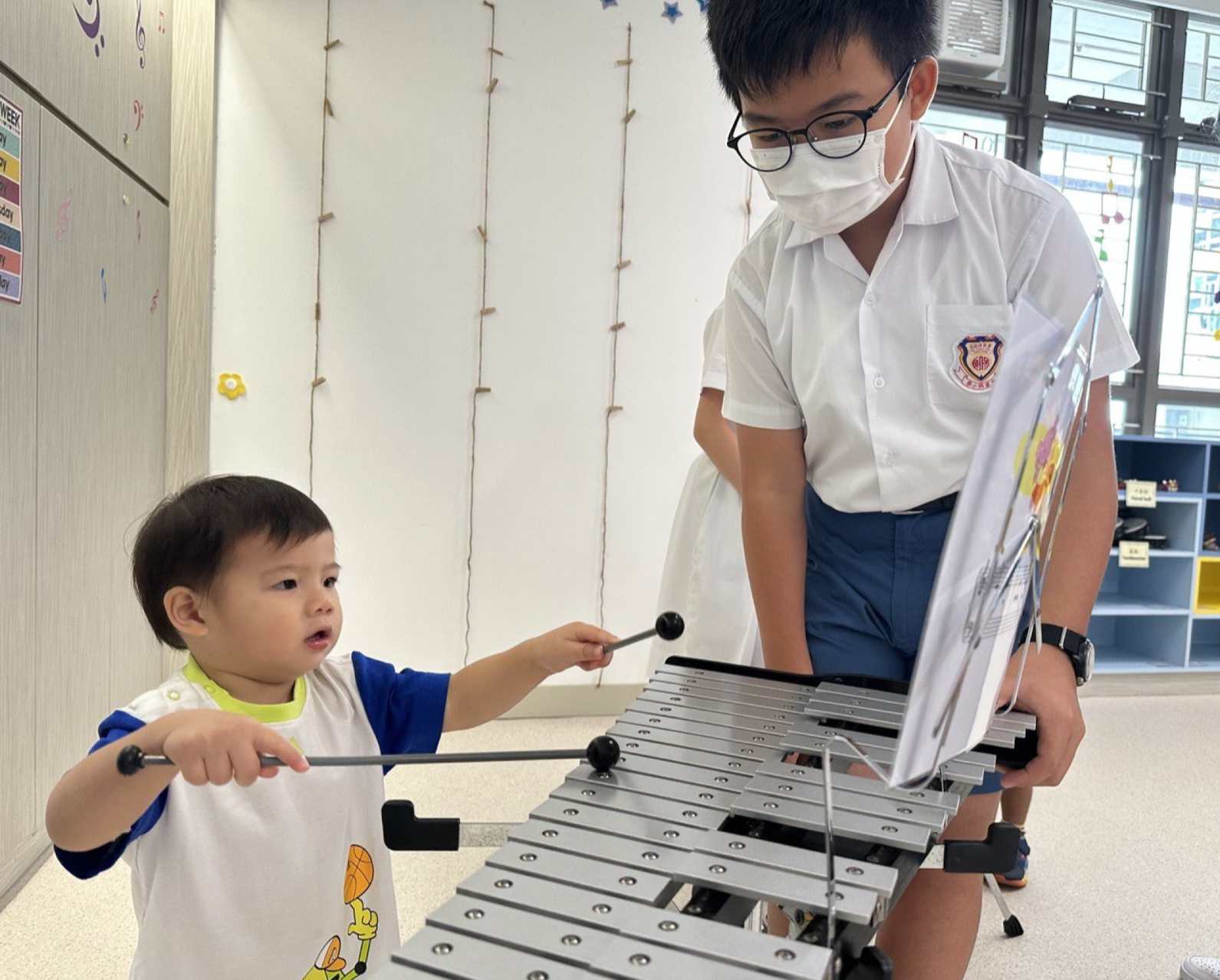
學生協助幼兒演奏樂器

自2002/2003年度起，保良局田家炳小學下午校遷往大埔公路（大埔滘段）鹿茵山莊側新校舍，並改名為保良局田家炳千禧小學；而上午校繼續在現址辦學及再次改為全日制。

## 校舍設備

### 秀茂坪邨舊校舍
此校前身的丁未小學位於秀茂坪（三）邨，為一所標準的「火柴盒」小學，鄰近該邨的第36座。該校舍連同地下樓高6層，設有24間課室。值得一提的是，丁未小學是全港首批獨立式設計的「火柴盒」小學之一。
而在遷校前一年，由於同區高雷中學永久校舍仍待落成，加上該校擴充生員，舊校舍部分課室曾借予其中三級上課，直至1991年兩校分別遷置為止。
由於整體重建計劃的緣故，舊址於1991年連同鄰近的第34及36座永久封閉，並於翌年9月動工清拆重建。現址已於1996年重建為同一屋邨的秀康及秀樂樓，以及兩座大廈對出的休憩花園。

### 運頭塘邨現存校舍
此校現存校舍為一所第二代標準小學校舍，樓高6層，設有24間課室，另設各種特別室。重置校舍屬運頭塘邨一期一部分，由有利建築有限公司承建，1991年連同住宅樓宇建成。
校舍自丁未小學1991年遷入以來沿用至今，曾加設升降機，並於1998年增建了一座2層高的操場大樓。

## 歷任校長

### 丁未小學時代

#### 上午校/全日制
- 趙德仁 先生（1967年-不早於1972年，創校校長，由保良第一小學調任[2]）
- 馮偉逵 先生（不早於1972年-1978年，第二任）
- 黃起雲 先生（1978年-？，第三任，由下午校轉任）（已離世）
- 甄婉儀 女士（？-1984年，第四任，兼下午校校長，後調任至陳溢小學上午校）
- 譚尚汝 先生（1984年-1985年，第五任，後調任至朱正賢小學下午校）
- 邵次英 女士（1985年-1991年，全日制首任校長，後過渡至田家炳小學上午校）

#### 下午校
- 陳力 先生（1968年-？，創校校長）[2]
- 梁元慶 先生（？-1974年，第二任）（2018年逝世）
- 黃起雲 先生（1974年-1978年，第三任，後轉任上午校校長）
- 梁元慶 先生（1978年-1980年代，第四任，第二次出任校長）
- 甄婉儀 女士（約1980年代內-1983年，第五任，由上午校校長兼任）

### 田家炳小學時代

#### 上午校
- 邵次英 女士（1991年-2002年，末任上午校校長，從丁未小學過渡，再推行全日制後繼續出任校長）

#### 下午校
- 董廣平 先生（1992年-1993年，第六任，後調任至同系莊啟程第二小學上午校）
- 楊永明 先生（1993年-1996年，第七任，後調任至同系莊啟程小學上午校及陳守仁小學）
- 羅錦麗 女士（1996年-1999年，第八任，後調任至同系陳守仁小學）[11]
- 冼儉偉 先生（1999年-2002年，末任下午校校長，後過渡至田家炳千禧小學）

#### 全日制
- 邵次英 女士（2002年-2005年，仍為全日制首任校長）
- 陳詠賢 女士（2005年起，全日制現任校長）

## 校歌
使用保良局屬下中小學校歌中文版
保良總理，肩負重義，致力興學，德教普施，

定百年之大計，賴眾志之支持，

成樹人之偉舉，奠教育之宏基，

莘莘學子，雅化於斯，循循善誘，啟發天資，

人才輩出，萬載欽遲，人才輩出，萬載欽遲。

## 著名校友
- 招浩強：已故香港男演員（1977年丁未上午校畢業）
- 胡家豪：前無綫電視配音員（2002年上午校畢業）
- 吳海昕：香港女藝人（下午校畢業）
- 吳保錡：香港男明星（上午校畢業）
- 何啟華：香港男明星（下午校畢業）
- 李凱翹：女子組合Beanies成員（全日制畢業）
- 黃雅麗：RTHK(上午校畢業）

## 註解
1. ↑  另外三座分別為同一屋邨的宣基學校、港九各區街坊會第一小學，以及香港在職師訓班同學會學校

## 外部連結
- 學校網址 （页面存档备份，存于）